# グリムス
株式会社グリムス（英: gremz,Inc.）は、持株会社として東京都品川区に本社を置き、電力料金削減コンサルティング、住宅用太陽光発電システム、LED照明の販売、電力の小売を主な事業とする複数の事業会社を保有する企業である。東京証券取引所プライム市場に上場している。

## 事業概要
- エネルギーコストソリューション事業：法人向け電力料金の削減コンサルティング及びLED照明等省エネ設備の販売
- スマートハウスプロジェクト事業：住宅用太陽光発電システム、蓄電池などのエネルギー関連商品の販売及び再生可能エネルギー開発事業
- 小売電気事業：電力の小売
- グリムスは、持株会社としてグループ経営戦略の策定・推進と事業会社の経営監督を行っている。
- 企業理念は、「すべての人に感動と喜びを(Filling the World with Inspiration and Joy)」

## 事業所
- 本社：東京都品川区東品川二丁目2番4号 天王洲ファーストタワー

## 連結子会社
- 株式会社GRコンサルティング
  - 東京営業部：東京都品川区東品川二丁目2番4号 天王洲ファーストタワー
  - 名古屋営業部：愛知県名古屋市名駅二丁目35番22号 メビウス名古屋ビル
  - 大阪営業部：大阪府大阪市西区靱本町1-7-9　靭イーストビル
- 株式会社グリムスパワー
  - 東京都品川区東品川二丁目2番4号 天王洲ファーストタワー
- 株式会社グリムスソーラー
  - 本社：東京都品川区東品川二丁目2番4号 天王洲ファーストタワー
  - 名古屋営業所：愛知県名古屋市名駅二丁目35番22号 メビウス名古屋ビル
  - 大阪営業所：大阪府大阪市西区靱本町1-7-9　靭イーストビル
  - 福岡営業所：福岡市博多区博多駅東2丁目15-19 KS・T駅東ビル3階
- 株式会社グリムスエナジー
  - 東京都品川区東品川二丁目2番4号 天王洲ファーストタワー

## 社名の由来
- グリムス（gremz）の社名は、CSR活動の一環として運営していた、ブログで苗木を育成する育成ゲーム的要素を盛り込んだブログパーツ型環境貢献サービスである「グリムスパーツ」に由来する。